# Henry Walter Bates
Henry Walter Bates (ur. 8 lutego 1825 w Leicesterze, zm. 16 lutego 1892 w Londynie) – angielski przyrodnik i podróżnik, który jako pierwszy przedstawił naukową teorię mimikry u zwierząt, polegającą na upodabnianiu się zwierząt bezbronnych do zwierząt zdolnych do obrony.

## Życiorys
Henry Walter Bates urodził się w Leicester. W 1845 roku poznał Alfreda Russela Wallace’a. Bates był zapalonym entomologiem, a Wallace był głównie zainteresowany botaniką. Wspólne zainteresowania podtrzymywane dwuletnią korespondencją zaowocowały wspólną wyprawą w 1848 roku do lasów deszczowych w Amazonii, do Para. Przez kolejny rok wspólnie badali i zbierali nowe okazy owadów; po roku rozdzielili się. Henry Walter Bates z wyprawy powrócił w 1852 roku, jednakże cała jego kolekcja złapanych okazów uległa zniszczeniu podczas pożaru na statku. W 1859 roku, po jedenastu latach powrócił do domu, przywożąc ze sobą ponad 14712 gatunków owadów, w tym 8000 jeszcze nieznanych nauce okazów. Swoją podróż i jej wyniki opisał w pracy The Naturalist on the River Amazons. W ojczyźnie Bates poświęcił się studiom swojej kolekcji, by w 1861 wygłosić referat przed Linnean Society, opisujący swoje epokowe odkrycie dotyczące mimikry, po raz pierwszy opisał to zjawisko pod kątem pochodzenia i wykorzystywania. Jego teoria miała swoich zwolenników jak i przeciwników, jest jednak nadal podstawą dla obecnych badań naukowych nad tym zjawiskiem.
W 1864 roku został sekretarzem w Królewskim Towarzystwie Geograficznym; funkcję tę piastował aż do śmierci. Pisał artykuły do „Journal and Proceedings”, prowadził bardzo bogatą korespondencję z podróżnikami i innymi naukowcami z całego świata, zarządzał całą placówką i organizował spotkania Towarzystwa Geograficznego w British Association. Prawdopodobnie nadmiar obowiązków lub ich intensywność skrócił jego życie.
Jego wysoka renoma, zarówno jako ciężko pracującego entomologa jak i przyrodnika, przyczyniła się do dwukrotnego wybrania go na Prezesa Towarzystwa Entomologicznego w Londynie (w 1869 i w 1878 roku); w 1881 roku został przyjęty do Królewskiego Towarzystwa Geograficznego.